# NK Šokadija Šumeće
NK Šokadija Šumeće je nogometni klub iz mjesta Šumeće. Trenutačno se natječe u 2. ŽNL Brodsko-posavskoj.
Klub je osnovan 1928. godine. 
Svoje domaće utakmice igra na nogometnom igralištu Lužac.
Klub ima juniorske i pionirske kategorije.
Svake godine od 2003. održava turnir u spomen na preminulog bivšeg igrača i člana uprave Mirka Varoščića pod nazivom :Mirko Varoščić "Ćuća".
Klub već 20 godina u nizu sudjeluje na turniru svih Šokadija u RH pod nazivom "Šokadijada". U sezoni 2021./2022. klub je po prvi puta u povijesti nastupao u prvoj županijskoj ligi.[nedostaje izvor]